# Дунаєк
Дунаєк (пол. Dunajek, нім. Groß Duneyken) — село в Польщі, у гміні Ґолдап Ґолдапського повіту Вармінсько-Мазурського воєводства.
Населення — 73 особи (2011).

## Демографія
Демографічна структура станом на 31 березня 2011 року:
|          | Загалом | Допрацездатний вік | Працездатний вік | Постпрацездатний вік |
| -------- | ------- | ------------------ | ---------------- | -------------------- |
| Чоловіки | 34      | 7                  | 24               | 3                    |
| Жінки    | 39      | 12                 | 18               | 9                    |
| Разом    | 73      | 19                 | 42               | 12                   |